# Saint-Agnin-sur-Bion
Saint-Agnin-sur-Bion är en kommun i departementet Isère i regionen Auvergne-Rhône-Alpes i sydöstra Frankrike. Kommunen ligger i kantonen Saint-Jean-de-Bournay som tillhör arrondissementet Vienne. År 2022 hade Saint-Agnin-sur-Bion 1 161 invånare.

## Befolkningsutveckling
Antalet invånare i kommunen Saint-Agnin-sur-Bion
Referens:INSEE